# 太田一也
太田 一也（おおた かずや、1934年〈昭和9年〉12月14日 - 2025年〈令和7年〉1月15日）は、日本の火山学者、地質学者。位階は従四位。九州大学名誉教授。専門分野は火山学、温泉学。
長崎県南高来郡国見町（現：雲仙市）出身。九州大学理学部卒業、九州大学大学院中退。九州大学理学部教授（1988 - 1994年）。2015年時点では島原市弁天町に居住。

## 略歴
1967年（昭和42年）、九州大学助手として長崎県島原市の「島原火山温泉研究所」（現・観測所）に赴任。普賢岳の構造の分析や、温泉と火山ガスの研究調査を行った。
小浜温泉と雲仙温泉の違いに着目し、その泉質やガス成分の差異より、熱源となるマグマ溜まりからの距離によってこれらの変化が説明できるとした論文を発表。｢噴火しない火山｣に満足できず、桜島や阿蘇山の観測隊にも参加していた。
1973年（昭和48年）には、それまで構造地形だと考えられていた長崎県橘湾がカルデラ地形であるとする千々石カルデラの概念を提唱した。千々石カルデラの概念は当初疑問視され賛同意見が少なかったが、1990-1991年の雲仙普賢岳噴火後は太田の提唱を裏付ける観測結果が相次いだ。
1998年（平成10年）、九州大学理学部教授を退官。島原半島ジオパーク協議会の顧問も務めた。
2025年（令和7年）1月15日17時15分、慢性呼吸不全のため島原市内の病院で死去。90歳没。死没日付で、従四位に叙され、瑞宝小綬章を受章した。

## 普賢岳噴火について
1990年（平成2年）に普賢岳が噴火した際には｢自分が研究してきた火山がやっと噴火した｣と研究者として当初感じた率直な意見を語っている（当時の役職は九州大学理学部付属島原地震火山観測所所長）。
1991年（平成3年）、普賢岳の火砕流や土石流による被害が深刻化すると、仕事内容は研究調査よりも災害対策が主体となり、ヘリコプターによる上空からの視察は900回にも及んだ。立ち入り禁止区域は、可能な限り広範囲にと主張し、避難生活の長期化や防災工事の遅れのために早期縮小と求める行政側としばした対立することが多かった。
1991年（平成3年）6月3日の大火砕流の際には、その8日前に島原市長に住民退避を進言し3000人の避難に結びついたが、避難を無視して取材を続けた20人の報道関係者と、23人の非報道関係者が死亡した。非報道関係者の死者数の中には、報道関係者を監視・誘導するために配置された消防団員・警察官、報道関係者がチャーターしたタクシー運転手も多かった。太田はこれだけの死者を出した原因は報道陣の過熱した取材競争と、報道の自由と使命感の根底に潜む特権意識であるとし、報道機関が退去していればこれらの人々の命も救われたはずであるとした。単に観測結果を提供するのではなく、一歩踏み込んで行政の暴走を止めるのも大学研究者の役目になっているとも述べている。

## 経歴
- 1958年3月：九州大学理学部地質学科卒業
- 1959年4月：貝島炭鉱（株）勤務
- 1963年：貝島開発（株）勤務
- 1967年10月：九州大学理学部助手
- 1971年4月：九州大学理学部付属島原火山観測所発足、同助手に就任
- 1973年5月：九州大学理学部助教授
- 1985年1月：九州大学理学部教授
- 1986年3月：九州大学理学部付属島原火山観測所所長
- 1998年3月：九州大学を定年により退官、のち名誉教授

以上、出典：

## 著書
- 「雲仙火山 ―地形・地質と火山現象―」（1984年3月、雲仙国立公園50周年記念誌，長崎県環境部編集・出版）[1]
- 「火山と災害」（1989年、九州大学公開講座22，生活と科学2、53-85，九大出版会）[1]
- 「Photographic Records of the 1990-1992 Eruptions at Unzen Volcano」(1992, Unzen Volcano the 1990-1992 Eruption, p5-11, Edited by T. Yanagi, H. Okada and K. Ohta, The Nishinippon & Kyushu University Press)
- 「普賢岳噴火の教訓、火山噴火と環境・文明」（1994年、文明と環境3, 101-132，思文閣）[1]
- 「雲仙岳噴火活動の実態」（1995年、自然災害と地域社会の防災，第9回［大学と科学」公開シンポジウム組織委員会編、クバプロ）[1]
- 「普賢岳鳴動す―太田一也聞書」（1999年2月、太田一也口述 吉田賢治著、西日本新聞）ISBN 978-4-8167-0477-2[1]
- 「有史後の最初の噴火古焼溶岩・今でも語り継がれる大災害島原大変」．（2009年、図説島原半島の歴史、郷土出版社）
- 「寛政雲仙岳噴火・1990雲仙岳噴火」（2012年、日本歴史災害事典、北原糸子・松浦律子・木村玲欧編、吉川弘文館）ISBN 978-4-6420-1468-7
- 「雲仙普賢岳噴火回想録」（2019年4月、長崎文献社）ISBN 978-4-8885-1306-7
- 「雲仙火山 ―地形・地質と火山現象―」（2024年3月、ゆるり）ISBN 978-4-9100-0342-9

## 受賞歴
- 1993年11月3日：西日本文化賞[1]
- 1996年9月3日：国土庁長官防災功績者表彰[1]
- 1996年11月23日：長崎県民特別表彰（防災功績）
- 1996年11月29日：長崎新聞文化章[1]
- 1997年4月1日：島原市民特別表彰（防災功績）
- 1998年3月22日：NHK長崎放送局放送功労賞[1]
- 2000年6月1日：建設大臣土砂災害防止功労者表彰[1]
- 2003年7月10日：環境大臣温泉関係功労者表彰[1]
- 2007年9月27日：日本温泉科学会功労賞
- 2014年8月23日：環境省九州地方環境事務所長雲仙国立公園普及啓蒙功労表彰[1]
- 2021年5月15日：島原半島文化賞

## 論文
主要論文
- 島原半島における温泉の地質学的研究 (1973)、九大理、島原火山観測所報告、8、1-33.
- 眉山大崩壊のメカニズムと津波 (1987)、月刊地球、9、4、214-220.
- 雲仙火山の地質構造と火山現象 (1987)、地団研専報、33、71-85.
- 雲仙岳噴火活動 (1993)、地学雑誌、99、835-854.
- 雲仙岳噴火活動の予知と危機管理支援 (1997)、火山、42、61-74.
- 雲仙火山の温泉とその地学的背景 (2006). 日本地熱学会誌, 28, 4, 337-346.

科学研究費助成事業　代表者
- 雲仙火山に発生している火山性微動の高密度観測 研究課題番号：02306016
- 雲仙岳における火山体構造探査の事前調査研究 研究課題番号：06306011
- 熱的活動に基づく火山噴火活動の推移予測に関する研究 研究課題番号：04201229
- 雲仙岳火山活動の推移予測のための地球化学的観測研究 研究課題番号：04453039
- 雲仙岳溶岩ドームの形成と崩落に関する総合的観測研究 Study of formation and collapse of lava dome at Unzen Volcano 研究課題番号：04302020
- 雲仙岳溶岩流出の予知に関する観測研究 研究課題番号：03306009